# Christian Clemenson
Christian Clemenson (ur. 17 marca 1959 w Humboldt) – amerykański aktor. Najbardziej znany z roli Jerry'ego "Rączki" Espensona w serialu Orły z Bostonu, za który otrzymał nagrodę Emmy w kategorii Najlepszy występ gościnny aktora w serialu dramatycznym.

## Dzieciństwo
Clemenson spędził swoje dzieciństwo w Humboldt, w stanie Iowa. Jego ojciec Ernest Clemenson był właścicielem apteki. Jako nastolatek był dostarczycielem gazety the Des Moines Register, od której otrzymał później stypendium na naukę w liceum Phillips Academy w Andover, Massachusetts. W czasie nauki Clemensona w liceum, zmarł jego ojciec w wieku 58 lat. Clemenson brał udział w wielu sztukach wystawianych w Phillips Academy.
Po skończeniu liceum, Clemenson dostał się na Harvard College, będący częścią Uniwersytetu Harvarda. Brał udział w wielu sztukach wystawianych na kampusie, często otrzymując lepsze oceny krytyków niż same sztuki. Jego aktorskie umiejętności doceniło wielu znanych krytyków teatralnych.
Po ukończeniu Uniwersytetu Harvarda Clemenson przeniósł się do Los Angeles.

## Kariera
W swojej filmowej karierze aktorskiej Clemenson wcielił się w lekarza wojskowego w filmie Apollo 13, policjanta w filmie Big Lebowski, zabójcę w filmie Fisher King i doktora Dale'a Lawrence'a w filmie And the Band Played On (A orkiestra grała dalej). W 2006 roku wcielił się w Toma Burnetta, ofiarę zamachów z 11 września 2001 r. w filmie Lot 93.
W 1999 roku wystąpił gościnnie w serialu Buffy: Postrach wampirów w roli niezwykle otyłego demona o imieniu Baltazar. Wykorzystany do roli pogrubiający kostium i intensywny makijaż, a także złośliwe usposobienie kontrastowały z wcześniejszymi rolami Clemensona. Gościnnie występował w serialach Agenci NCIS i CSI: Kryminalne zagadki Miami. W latach 2005–2008 wcielił się w rolę Jerry'ego "Rączki" Espensena w serialu Orły z Bostonu, za którą otrzymał nagrodę Emmy w kategorii Najlepszy występ gościnny aktora w serialu dramatycznym.

## Nagrody
- Nagroda Emmy Najlepszy występ gościnny aktora w serialu dramatycznym: 2010 Orły z Bostonu